# Dreierkette
Die Dreierkette ist eine Abwehrformation im Fußball. Sie besteht aus drei Innenverteidigern und kann in der Defensive durch die Außenbahnspieler, die in dieser Formation nicht selten gelernte Außenverteidiger sind, zu einer Fünferkette ergänzt werden.
In der Dreierkette spielen die drei Innenverteidiger auf einer Linie. Sie besitzen keine festen Gegenspieler. Wie in der Viererkette wird mit Raumdeckung gespielt. Die drei Spieler halten sich in der Offensive eher zurück, in einer Viererkette nehmen die beiden Außenverteidiger mehr offensive Aufgaben wahr. In einem System mit Dreierkette kann auf den Außenpositionen sowohl mit Offensivspielern als auch mit Außenverteidigern gespielt werden. Diagonalbälle des Gegners bilden ein Problem für dieses Spielsystem, da die Verteidiger in der Dreierkette eine geringere Spielfeldbreite abdecken können als Verteidiger in einer Viererkette. Ein großer Vorteil der Dreierkette gegenüber der Viererkette ist jedoch die Überzahl im Mittelfeld.
Die Dreierkette wird häufig mit der jetzt noch im Amateurfußball eingesetzten Verteidigung aus einem Libero und zwei Manndeckern verwechselt, so wie es auch damals im Profifußball üblich war. Moderne Spielsysteme spielen allerdings mit Raumdeckung, wie die Dreier- oder Viererkette.